# Плімут (Міннесота)
Плімут (англ. Plymouth) — місто (англ. city) в окрузі Ганнепін, штат Міннесота, США; за 24 кілометри на північний захід від центру міста Міннеаполіс. Населення — 70 576 осіб (2010).
Плімут — четверте за розміром місто агломерації «Міннеаполіс — Сент-Пол», яка є шістнадцятою за населенням агломерацією в Сполучених Штатах, приблизно з 3,2 мільйонами мешканців.
Плімут — рідне місто сенатора США від Міннесоти Емі Клобучар.

## Географія
Плімут розташований за координатами 45°1′19″ пн. ш. 93°27′45″ зх. д. / 45.02194° пн. ш. 93.46250° зх. д. (45.022045, -93.462576).  За даними Бюро перепису населення США в 2010 році місто мало площу 91,49 км², з яких 84,65 км² — суходіл та 6,85 км² — водні об'єкти.

### Клімат
| Клімат : Плімут                                                                                            | Клімат : Плімут | Клімат : Плімут | Клімат : Плімут | Клімат : Плімут | Клімат : Плімут | Клімат : Плімут | Клімат : Плімут | Клімат : Плімут | Клімат : Плімут | Клімат : Плімут | Клімат : Плімут | Клімат : Плімут | Клімат : Плімут |
| Показник                                                                                                   | Січ.            | Лют.            | Бер.            | Квіт.           | Трав.           | Черв.           | Лип.            | Серп.           | Вер.            | Жовт.           | Лист.           | Груд.           | Рік             |
| Абсолютний максимум, °C                                                                                    | 12,8            | 15,0            | 28,3            | 33,3            | 35,0            | 38,9            | 37,2            | 35,6            | 35,6            | 30,6            | 22,8            | 16,1            | 38,9            |
| Середній максимум, °C                                                                                      | −5              | −1,7            | 5,0             | 13,9            | 21,7            | 25,6            | 28,3            | 26,7            | 22,2            | 15,0            | 5,0             | −2,8            | 12,9            |
| Середній мінімум, °C                                                                                       | −16,1           | −12,2           | −2,8            | 1,1             | 8,3             | 13,3            | 15,6            | 14,4            | 9,4             | 2,8             | −4,4            | −12,2           | 1,5             |
| Абсолютний мінімум, °C                                                                                     | −39,4           | −35             | −32,8           | −20,6           | −7,8            | 0,6             | 5,6             | 2,2             | −5,6            | −12,8           | −28,3           | −36,1           | −39,4           |
| Норма опадів, мм                                                                                           | 22.8            | 16.7            | 42.6            | 61.2            | 89.9            | 120.3           | 105.6           | 102.1           | 85              | 63.5            | 41.6            | 22.8            | 774             |
| --- | --------------- | --------------- | --------------- | --------------- | --------------- | --------------- | --------------- | --------------- | --------------- | --------------- | --------------- | --------------- | --------------- |
| Джерело: http://www.weather.com/weather/wxclimatology/monthly/graph/55447?from=tenDay_bottomnav_undeclared |                 |                 |                 |                 |                 |                 |                 |                 |                 |                 |                 |                 |                 |

## Демографія
Згідно з переписом 2010 року, у місті мешкало 70 576 осіб у 28 663 домогосподарствах у складі 19 230 родин. Густота населення становила 771 особа/км².  Було 29982 помешкання (328/км²).
Расовий склад населення:
| - 84,2 % — білих - 6,9 % — азіатів - 5,2 % — чорних або афроамериканців - 0,3 % — корінних американців - 1,0 % — осіб інших рас |

До двох чи більше рас належало 2,3 %. Частка іспаномовних становила 3,0 % від усіх жителів.
За віковим діапазоном населення розподілялося таким чином: 23,9 % — особи молодші 18 років, 64,0 % — особи віком 18—64 років, 12,1 % — особи у віці 65 років та старші. Медіана віку мешканця становила 39,5 року. На 100 осіб жіночої статі у місті припадало 93,9 чоловіків;  на 100 жінок у віці від 18 років та старших — 91,1 чоловіків також старших 18 років.
Середній дохід на одне домашнє господарство  становив 113 985 доларів США (медіана — 85 418), а середній дохід на одну сім'ю — 136 653 долари (медіана — 109 585). Медіана доходів становила 75 280 доларів для чоловіків та 55 888 доларів для жінок. За межею бідності перебувало 5,8 % осіб, у тому числі 9,0 % дітей у віці до 18 років та 3,9 % осіб у віці 65 років та старших.
Цивільне працевлаштоване населення становило 40 294 особи. Основні галузі зайнятості: освіта, охорона здоров'я та соціальна допомога — 22,3 %, науковці, спеціалісти, менеджери — 15,9 %, виробництво — 14,6 %.